# It Takes a Muscle
"It Takes a Muscle" to piosenka electropopowa stworzona na trzeci album studyjny brytyjskiej piosenkarki M.I.A. pt. Maya (2010). Wyprodukowany przez Christophera "Rusko" Mercera i Charlesa "Blaqstarra" Smitha, utwór wydany został jako drugi oficjalny singel promujący krążek dnia 20 grudnia 2010 roku.

## Informacje o utworze
Podobnie, jak pierwszy singel z albumu Maya, "XXXO", także "It Takes a Muscle" zrealizowany został w reggae-electropopowej konwencji melodyjnej. Utwór stanowi cover zapomnianego singla holenderskiego duetu Spectral Display (w skład którego wchodzili Michel Mulders i Henri Overduin), w 1982 wydanego pt. "It Takes a Muscle to Fall in Love". Oryginalna wersja nie spotkała się ze znaczną promocją i nigdy nie została przebojem, a zespół Spectral Display rozpadł się wkrótce po wydaniu singla. Wersja piosenki w wykonaniu M.I.A. jest drugim coverem utworu Holendrów, który powstał w 2010; przed wokalistką własną wersję nagrała para didżejów z Francji, tworząca duet Get a Room.
Za tekst utworu odpowiada Henri Overduin, autorem muzyki jest Michel Mulders.
Premiera singla "It Takes a Muscle" odbyła się 20 grudnia 2010. Singel wydano wyłącznie w sprzedaży cyfrowej.

## Promocja
Listopadem 2010 roku M.I.A. wykonała utwór wspólnie z angielską grupą The Specials podczas telewizyjnego programu muzycznego Later... with Jools Holland.

## Lista utworów singla
1. "It Takes a Muscle"
2. "It Takes a Muscle" (Pearson Sound Refix)